# クリスティアン・ボニージャ
クリスティアン・ハルソン・ボニージャ・ガルソン（Cristian Harson Bonilla Garzón 、1993年6月2日 - ）は、コロンビア・カルダス県マニサレス出身の元プロサッカー選手。現役時代のポジションは、ゴールキーパー。

## 経歴

### クラブ
ボヤカ・チコFCでプロキャリアをスタート。2012年6月、アトレティコ・ナシオナルに移籍。

### 代表歴
世代別代表でコロンビア代表に選出されており、2009 南米U-17選手権、2009 FIFA U-17ワールドカップ、トゥーロン国際大会2011、2011 FIFA U-20ワールドカップに参加した。
2015年5月、コパ・アメリカ2015参加メンバーの一人に選ばれた。ただしダビド・オスピナ、カミロ・バルガスに次ぐ第3キーパーという位置付けだったため、試合に出場することなく大会を終えた。

## タイトル

### クラブ
アトレティコ・ナシオナル
- カテゴリア・プリメーラA (3): 2013-I, 2013-II, 2014-I
- コパ・コロンビア (2): 2012, 2013
- スーペルリーガ・コロンビアーナ (1): 2012
- コパ・リベルタドーレス (1): 2016

### 代表
- トゥーロン国際大会 (1): 2011
- 南米ユース選手権 (1): 2013